# Ильичёв, Пётр Иванович
Пётр Иванович Ильичёв (28 января 1927 — 18 августа 1945) — советский военный моряк, краснофлотец, Герой Советского Союза (1958, посмертно).

## Биография
Пётр Иванович Ильичёв родился в 1927 году в выселке Пугачёвском (Омская область) в семье крестьянина. Русский.
Окончил 4 класса, работал в колхозе.
В Советской Армии с ноября 1944 года. Окончил объединённую школу учебного отряда Тихоокеанского флота.
Участник Советско-японской войны 1945 года. Рулевой сторожевого катера «СК-253» (6-й дивизион сторожевых кораблей, Петропавловская военно-морская база, Тихоокеанский флот) краснофлотец Ильичёв в ночь на 18 августа 1945 года в составе батальона морской пехоты участвовал в бою на острове Шумшу.
В бою была отбита контратака противника, уничтожено 8 японских танков. Но когда десантники пошли на штурм высоты 171, то попали под огонь двухамбразурного дзота. Тогда Пётр Ильичёв и старшина I статьи Николай Вилков подползли к дзоту и забросали его гранатами. Когда десантники вновь поднялись в атаку, пулемёты заработали снова, и тогда Вилков и Ильичёв закрыли своими телами амбразуры вражеского дзота.
Похоронен на острове Шумшу на высоте 171 (гора Северная).

## Награждение
Многие годы о подвиге Ильичёва было неизвестно. Военным журналистом Александром Гритченко было проведено журналистское расследование. Им были собраны архивные документы и свидетельства участников боя за остров Шумшу. Он писал в различные инстанции, ходатайствуя о награждении моряка посмертно. В итоге ему удалось добиться справедливости — Ильичёву было присвоено звание Героя Советского Союза.
История жизни бойца описана в книге А. Гритченко «Путь к подвигу».

## Награды
- Указом Президиума Верховного Совета СССР от 1 сентября 1958 года краснофлотцу Ильичёву Петру Ивановичу посмертно присвоено звание Героя Советского Союза.
- Орден Ленина.

## Память
- Бюсты Героя установлены в деревне Пугачёвка, в селе Паратунка Елизовского района Камчатского края и в селе Нижняя Омка
- 27 июля 1958 года в посёлке Завойко (Камчатка) Ильичёву установлен памятник. Также памятник Герою установлен в 1976 году в Омске[4]
- Его именем названы бухта и мыс на полуострове Камчатка; улицы в Омске, Владивостоке[5], Северо-Курильске, Петропавловске-Камчатском и Корсакове Сахалинской области, в селе Нижняя Омка и посёлке Завойко; совхоз в селе Антоновка Нижнеомского района; рыболовный траулер в Камчатской области; десантный корабль проекта 1171 Краснознамённого Северного Флота.
- Навечно зачислен в списки экипажа корабля Тихоокеанского флота «МПК-107» (Иркутский комсомолец)
- В Омске в честь героя есть летний лагерь (пионерский в СССР). В лагере установлена стела — памятник Герою Советского Союза Петру Ильичеву.
- Тральщик проекта 12700 носит имя «Пётр Ильичев». Спущен на воду 28 апреля 2021 года, по завершении испытаний войдёт в состав Тихоокеанского флота[6].